# Massala (erebídeos)
Massala (Arctiidae) é um gênero de traça pertencente à família Arctiidae.